# Nicoletta Machiavelli
Nicoletta Rangoni Machiavelli (Stuffione, Ravarino, Modena megye, Olasz Királyság, 1944. augusztus 1. – Seattle, Washington állam, USA, 2015. november 15.) olasz színésznő, az 1960–1970-es évek spagettiwestern filmjeinek egyik ismert sztárja. Az 1980-as évek elején visszavonult a filmezéstől, és az Egyesült Államokba költözött. A Rajneesh (Osho) vallási mozgalom tagjaként felvette a Ma Prem Anado nevet, melyet haláláig viselt.

## Élete

### Származása, ifjúsága
Firenzei apa és amerikai anya gyermekeként született. Apja ágán Niccolò Machiavelli firenzei reneszánsz filozófus, író és politikus leszármazottja volt.

A Firenzei Szépművészeti Akadémián (Accademia di Belle Arti di Firenze) festészetet tanult.

### Színművészi pályája
1965-ban jelentkezett John Huston rendező A Biblia című filmjének szereplőválogatására, Éva szerepére. A szerepet ugyan nem ő, hanem Ulla Bergryd svéd színésznő kapta meg, de felfigyeltek Machiavelli szépségére és tehetségére. A film producere, Dino De Laurentiis hét évre szóló szerződést kötött vele, ezt három évvel később Machiavelli bontotta fel.
Még abban az évben (1965) megkapta két első filmes főszerepét Luigi Zampa rendezőtől. A Becsületbeli ügy című szarkasztikus filmdrámában Ugo Tognazzi szép feleségét, Domenicangelát játszotta, akit a rendőrség elől bujkáló férj távollétében a falu közössége házastársi hűtlenséggel vádol meg. Zampa bevette Machiavellit az I nostri mariti („Férjeink”) című, négy epizódból álló filmvígjátékába (1966), ahol Alberto Sordi filmbéli feleségét alakította.
A következő években sorban kapta a szerepeket filmvígjátékokban, de főként olasz és amerikai spagettiwesternekben. Karrierjének korai szakaszát ezek a zsánerfilmes szerepek jellemzik. Játszott Sergio Corbucci rendező Navajo Joe c. filmjében (1967) Burt Reynolds mellett, Carlo Lizzani rendező 1966-os Sziklák vére filmjében Thomas Hunterrel és Henry Silvával, Franco Giraldi rendező Un minuto per pregare, un istante per morire („Egy perc imádkozni, egy pillanat meghalni”) c. 1968-as kalandfilmjében Arthur Kennedyvel. Gian Rocco rendező 1967-es Giarrettiera Colt című westernjének főszereplőjeként egy tűzről pattant revolverhős lányt alakít, aki egy fegyvercsempész bandával mérkőzik.
Nemzetközi sztárcsapat tagjaként szerepelt az 1966-os Se Tutte le donne del mondo… („Operation Paradiso”) című fantasztikus thrillerben Mike Connors, Terry-Thomas és Raf Vallone társaságában. Luigi Zampa főszerepeket adott neki Édes urak (Le dolci signore) című pajzán vígjátékában, Virna Lisivel, Ursula Andresszel, Claudine Auger-val és Marisa Mellel együtt (1967).
Christian Marquand rendező Candy (1968) című filmvígjátékában Marlon Brando, Charles Aznavour és Richard Burton társaságában játszott. Ken Annakin testhez álló szerepet adott neki az 1969-es Azok a csodálatos férfiak című mozgalmas vígjátékban, ahol Mireille Darc-kal és Marie Dubois-val együtt egy feminista francia leánytriót alakított olyan sztárok mellett, mint Bourvil, Tony Curtis, Terry-Thomas és Gert Fröbe). A spagettiwesternek kifutása után több thrillerfilmben kapott szerepet.
Az 1970-es években Dino Risitől megkapta egyik legjobb szerepét, Sylvát a Piszkos hétvége című romantikus-szatirikus bűnügyi filmdrámában, Marcello Mastroianni és Oliver Reed mellett. 1972-ben Fritz Umgelter német rendező neki adta a női főszerepet a Trenck báró különös élettörténete c. kosztümös kalandfilm-sorozatban, a címszereplő Matthias Habich mellett.
A fiatal Alain Delon partnereként szerepelt a Tony Arzenta (1973) és a Különös háromszög (Jégkeblek) (1974) című thrillerekben. 1974-ben Romy Schneider mellett szerepelt Andrzej Żuławski rendező A szeretet a legfontosabb című romantikus filmdrámájában. Bernard Toublanc-Michel rendező Le malin plaisir című 1975-ös krimifilmjében gyilkossággal gyanúsították, Claude Jade-dal és Anny Duperey-vel együtt. 1976-ban Jean Girault rendező A szentév filmdrámájában terroristalányt alakított Jean Gabin és Jean-Claude Brialy mellett. 1977-ben Liliana Cavani rendező Nietzsche életéről készített filmdrámájában, Al di là del bene e del male („Jón s rosszon is túl”)-ban szerepelt, Virna Lisi, Dominique Sanda és Erland Josephson mellett. Utolsó mozifilmes szerepét Christian Zerbib rendező 1980-as La fuite en avant („Menekülés előre”) című filmdrámájában játszotta, Bernard Blier-vel és Michel Bouquet-val.

### Visszavonulása
Még 1978-ban csatlakozott az indiai Osho misztikus vallási mozgalomhoz és felvette a Ma Prem Anado nevet. 1980 után teljesen abbahagyta a filmezést, és visszavonult magánéletbe. Bologna közelében élt, később elhagyta Olaszországot, hosszabb-rövidebb ideig különböző országokban élt, majd az Amerikai Egyesült Államokba költözött. 
A Washington állambeli Seattle-ben telepedett le. Más munkák mellett főzőtanfolyamokat adott és olasz nyelvet oktatott Bellevue College-ban és a Washingtoni Egyetemen. Seatle-be hunyt el 2015-ben, 71 évesen. Temetését az indiai vallási közösség szertartása szerint végezték.

## Filmszerepei
- 1965: Segítség! Gyilkos! (Thrilling); Lea
- 1966: Becsületbeli ügy (Una questione d’onore); Domenicangela Piras
- 1966: I nostri mariti; Roberta
- 1966: Se tutte le donne del mondo… (Operazione Paradiso); Sylvia
- 1966: Sziklák vére (Un fiume di dollari); Mary Ann
- 1966: Navajo Joe (Red Fighter); Estella, Mrs. Lynne szobalánya
- 1967: Páratlan (Matchless); Tipsy
- 1967: Édes urak (Le dolci signore); névtelen lány
- 1968: Giarrettiera Colt; Lulu „Garter” Colt
- 1969: Odia il prossimo tuo; Peggy Savalas
- 1969: Candy / Sexy-Ladies; Marquita
- 1969: Scarabea – Wieviel Erde braucht der Mensch?; Scarabea
- 1969: Temptation; Carla Veraldi
- 1969: Una lunga fila di croci; Maya
- 1969: Azok a csodálatos férfiak (Monte Carlo or Bust); Dominique
- 1969: Gli Insaziabili; Luisa Lamberti
- 1969: La cattura; Anja Kovach
- 1970: Necropolis; önmaga
- 1971: Policeman; barátnő
- 1972: L’homme au cerveau greffé; Héléna
- 1973: Lungo il fiume e sull’acqua; tévé-minisorozat; Billie Reynolds
- 1973: Trenck báró különös élettörténete (Merkwürdige Lebensgeschichte des Friedrich Freiherrn von der Trenck); tévé-minisorozat; Amalie
- 1973: Piszkos hétvége (Mordi e fuggi); Sylva
- 1973: Tony Arzenta – Vendetta; Anna Arzenta
- 1973: Storie scellerate; Caterina di Ronciglione hercegné
- 1974: Különös háromszög / Jégkeblek (Les seins de glace); Mrs Rilson
- 1975: A szeretet a legfontosabb (L’important c’est d'aimer); Luce
- 1975: Le malin plaisir; Melisa
- 1976: A szentév (L’année sainte); Carla, terroristalány
- 1976: Il trucido e lo sbirro; Mara Scarlatti
- 1980: La fuite en avant; Fiama